# Tác động của sơn đến môi trường

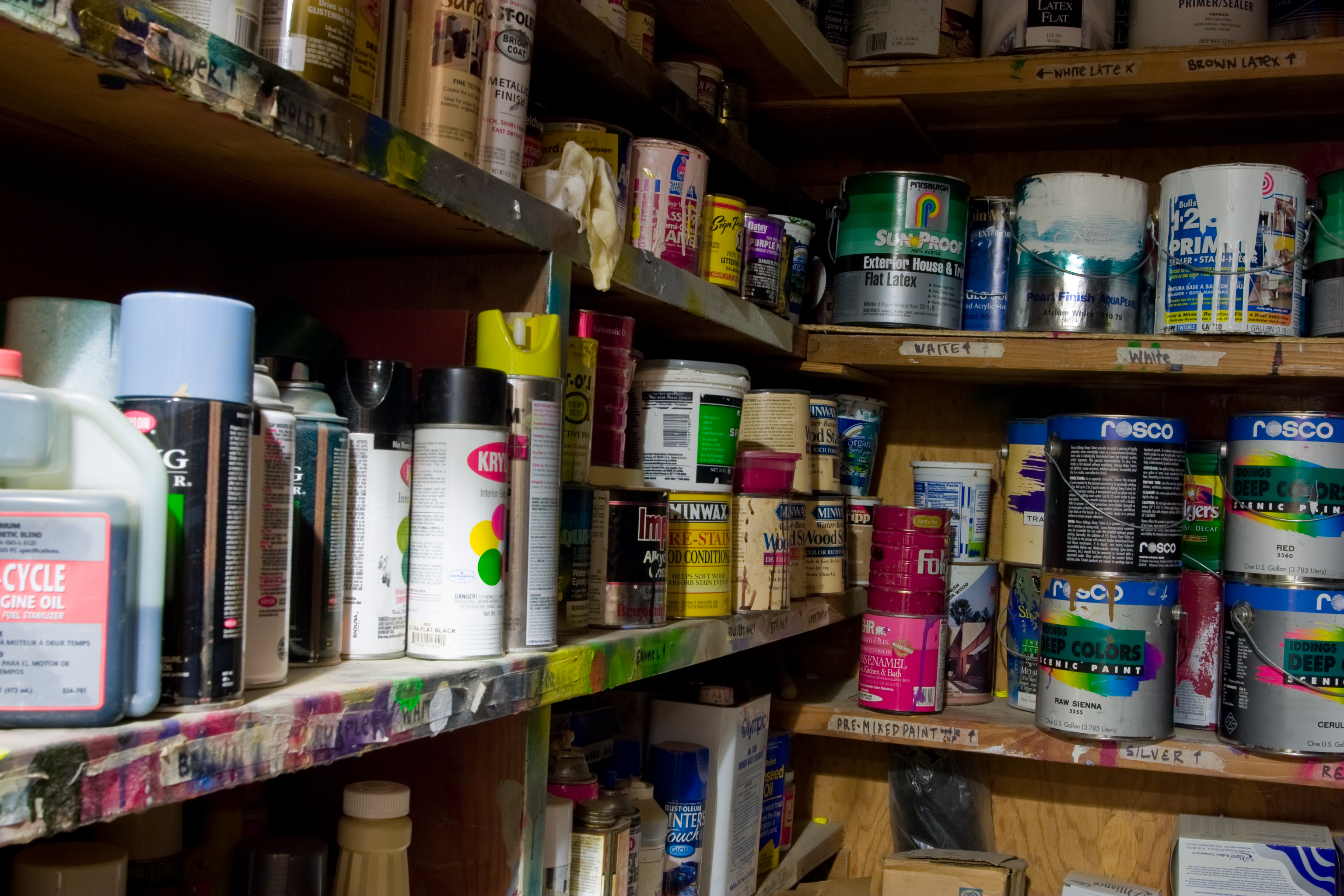
Một phòng chứa nhiều thùng sơn.

Tác động của sơn đến môi trường rất đa dạng. các vật liệu sơn và các quy trình sơn truyền thống có thể gây nên các ảnh hưởng có hại cho môi trường, bao gồm cả những tác hại do sử dụng chì và các chất phụ gia khác. Có nhiều biện pháp để giảm thiểu những tác động gây hại này, bao gồm ước lượng chính xác lượng sơn cần sử dụng, dùng các loại sơn, lớp phủ, phụ kiện sơn và kỹ thuật thân thiện với môi trường. Các hướng dẫn của Cơ quan Bảo vệ Môi trường Hoa Kỳ và tiêu chuẩn Green Star cũng hữu ích.

## Vấn đề

### Sơn có lượng hợp chất hữu cơ dễ bay hơi thấp và các loại sơn thân thiện với môi trường khác
Các hợp chất hữu cơ dễ bay hơi là khí thải ra từ nhiều chất rắn hoặc chất lỏng khác nhau. Nhiều hợp chất hữu cơ dễ bay hơi có ảnh hưởng ngắn hạn và dài hạn đến sức khỏe. Dung môi trong sơn truyền thống thường chứa lượng hợp chất hữu cơ dễ bay hơi cao. Sơn có lượng hợp chất hữu cơ dễ bay hơi thấp cải thiện chất lượng không khí trong nhà và giảm khói bụi đô thị.  Các đặc tính có lợi của các loại sơn này là mùi ít, không khí sạch và công nghệ an toàn hơn, cũng như độ bền tuyệt vời và lớp sơn hoàn thiện có thể rửa được.
Các loại sơn có hàm lượng chất hữu cơ dễ bay hơi thấp bao gồm latex (gốc nước), latex tái chế (gốc nước), acrylic và sơn sữa.
Nhãn của thùng sơn có thể được kiểm tra theo các thông tin sau:
- Hàm lượng rắn thường dao động từ 25–45%, phần trăm rắn cao hơn cho thấy ít VOC hơn.[3]

Tại Hoa Kỳ, các mặt hàng có chứa các thành phần độc hại có số đăng ký với:
1. Cơ quan Bảo vệ Môi trường Hoa Kỳ (EPA)
2. Cơ quan Quản lý An toàn và Sức khỏe Nghề nghiệp (OSHA)
3. Bộ Giao thông Vận tải Hoa Kỳ (DOT)

### Sơn chống rỉ
Sơn chống rỉ (hoặc sơn đáy) được sử dụng để bảo vệ vỏ tàu thuyền khỏi bị bám bẩn bởi các sinh vật biển. Sơn chống rỉ bảo vệ bề mặt khỏi bị ăn mòn và ngăn cản sự bám theo của các sinh vật biển. Những loại sơn này có chứa các hợp chất organotin như Tributyltin, được coi là hóa chất độc hại có tác động tiêu cực đến con người và môi trường. Các hợp chất Tributyltin là chất ô nhiễm hữu cơ ở mức độ trung bình đến khó phân hủy có khả năng tích tụ sinh học vào chuỗi thức ăn của động vật ăn thịt biển. Một ví dụ phổ biến là nó được rửa trôi từ sơn tàu biển vào môi trường nước, gây ra những thiệt hại không thể phục hồi cho đời sống thủy sinh. Tributyltin cũng có liên quan đến bệnh béo phì ở người, vì nó kích hoạt các gen gây ra sự phát triển của tế bào mỡ.  
Tributyltin có hại đối với một số sinh vật biển, bao gồm cả ốc biển lớn, nó làm cho ốc biển lớn bị bệnh áp xe; con cái phát triển các đặc điểm sinh dục đực như dương vật. Điều này khiến chúng trở nên vô sinh, thậm chí tử vong. Trong những trường hợp nghiêm trọng, con đực có thể phát triển túi trứng.
Các giải pháp thay thế bao gồm lớp phủ chống rỉ sinh học.

### Kim loại nặng
Kim loại nặng được sử dụng trong sơn và đã gây ra những lo ngại do tính độc hại của chúng khi tiếp xúc ở nồng độ cao và do chúng tích tụ trong chuỗi thức ăn.
Chì
Sơn chì có chứa chì là một chất màu. Chì cũng được thêm vào sơn để tăng tốc độ khô, tăng độ bền, giữ được vẻ tươi mới và chống lại độ ẩm gây ăn mòn. Sơn có hàm lượng chì đáng kể vẫn được sử dụng     trong ngành công nghiệp và quân đội.     Ví dụ, sơn pha chì đôi khi được sử dụng để sơn lòng đường và đường bãi đậu xe. Chì, một kim loại độc, có thể làm hỏng các kết nối thần kinh (đặc biệt ở trẻ nhỏ) và gây rối loạn máu và não. Do chì có khả năng phản ứng và độ hòa tan thấp, nên ngộ độc chì thường chỉ xảy ra trong trường hợp khi nó bị phân tán, chẳng hạn như khi chà nhám sơn có chì trước khi sơn lại.
Crom
Sơn lót có chứa crom hóa trị sáu vẫn được sử dụng rộng rãi cho các ứng dụng sửa chữa ô tô và hàng không.     Cromat kẽm đã được sử dụng làm chất màu cho sơn vẽ của các nghệ sĩ, được gọi là kẽm vàng hoặc vàng 36. Nó có độc tính cao và hiện nay ít được sử dụng.  

## Giảm nhẹ
Để đáp ứng các mối quan tâm về môi trường và sức khỏe, một số nhà sản xuất sơn hiện đã cung cấp các giải pháp thay thế thân thiện với môi trường. Ngoài ra, ở một số quốc gia, việc tái chế sơn được thực hiện đối với sơn thừa và sơn được bán lại.
Các sản phẩm như ECOBOND LBP có sẵn để xử lý chì. Ecobond có thể thay đổi chì về mặt hóa học để làm cho nó ít bị rửa trôi và do đó, dễ dàng hơn với môi trường.